# Pierre Robin
Pierre-Alexandre Robin, (* 1. listopad 1982, Enghien-les-Bains, Francie) je reprezentant Francie v judu.
Tento mohutný Francouz se v seniorské reprezentaci příliš neprosazoval. Později s příchodem Teddy Rinera zápasil maximálně o místo reprezentační dvojky. V roce 2013 byl stále aktivní.

## Výsledky
| Turnaj                             | 2000 | 2001 | 2002 | 2003 | 2004 | 2005 | 2006 | 2007 | 2008 | 2009 |
| ---------------------------------- | ---- | ---- | ---- | ---- | ---- | ---- | ---- | ---- | ---- | ---- |
| Mistrovství světa bez rozdílu vah  | -    | dns  | -    | dns  | -    | 3.   | -    | dns  | -    | dns  |
| Mistrovství světa bez rozdílu vah  | -    | dns  | -    | dns  | -    | dns  | -    | dns  | 5.   | -    |
| Mistrovství Evropy bez rozdílu vah | dns  | dns  | dns  | dns  | dns  | dns  | 7.   | dns  | 3.   | 7.   |
| Mistrovství Evropy bez rozdílu vah | dns  | dns  | úč.  | dns  | dns  | 5.   | dns  | úč.  | -    | -    |
| MS juniorů                         | úč.  | -    | -    | -    | -    | -    | -    | -    | -    | -    |
| ME juniorů                         | úč.  | 1.   | -    | -    | -    | -    | -    | -    | -    | -    |